# Петер фон Ґлен
Пе́тер фон Ґлен (нім. Peter von Glehn; 8 листопада 1835, Ялґімяе, Саку (Естонія) — 16 квітня 1876) був ботаніком, дослідником, географом і гідрографом, що походив з балтійських німців. Його абревіатура як ботанічного автора — «Glehn».

## Життя

### Походження та сім'я
Петер фон Ґлен був сином землевласника Петера фон Ґлена (1796—1843), який придбав маєток Ялґімяе у 1821 році, та його дружини Авґусти Кароліни Марії, уродженої Бурхард фон Беллаварі (1814—1862), яка провадила Талліннську міську аптеку. Його молодший брат Ніколас фон Ґлен (1841—1923) заснував приміське селище, тепер район Таллінна Nõmme, у якому тепер спостерігається найвища кількість саме місцевого населення, майже без домішку росіян.

### Кар'єра
Петер фон Ґлен захоплювався ботанікою з юності. Він навчався в Імператорському Тартуському університеті на фізико-математичному факультеті та отримав диплом кандидата наук у 1860 році за свою працю «Флора околиць Дерпта» нім. Flora der Umgebung Dorpats.
У цей період московити загарбали великі території у Зовнішній Маньчжурії, прибережному регіоні Далекого Сходу та на Сахаліні. Для освоєння загарбаних територій Російське географічне товариство підготувало дослідницьку експедицію, яку очолив Фрідріх Шмідт, помічник директора Дерптського ботанічного саду. Шмідт запросив Ґлена до участі, і той вирушив на Далекий Схід у 1859 році. Ґлена прийняли до експедиції 1 березня 1860 року, і він негайно вирушив з Санкт-Петербурга до Миколаївська-на-Амурі та прибув на Сахалін у липні. До вересня він досліджував місцевість на південь від Александровська-Сахалінського, а потім півночі острова, спочатку на човні, а потім на санях. Навесні 1861 року він повернувся на південь острова, піднявся на гірський хребет і досліджував південь острова разом з іншим помічником Шмідта, А. Брилкіним, зокрема прибережні райони до мисів Крильйон та Аніва. У вересні 1862 року він повернувся на Амур, а потім разом зі своїм начальником вирушив назад до Санкт-Петербурга з великими геологічними, ботанічними та етнографічними колекціями.
У січні 1867 року Ґлена призначили наймолодшим консерватором Імператорського Санкт-Петербурзького ботанічного саду. Подорожні звіти Ґлена опубліковано російською та німецькою мовами в 1868 році. Ґлен описав географію, гідрографію та геологію відвіданих місць на острові Сахалін. Його ботанічні колекції редагував Ф. Шмідт, який став головним куратором у 1870 році. Ґлен редагував колекції зоолога Івана Полякова (1866), барона Г. Майделя (1867) та геолога Олександра Чекановського (1869—1875).

## Рослини, названі на честь Петера фон Ґлена
- Види окружкових (Umbelliferae) Glehnia з Glehnia littoralis як єдиним представником, що росте на піщаних узбережжях північної частини Тихого океану (Східна Азія та Північна Америка).
- Aster glehnii F. Schmidt
- Cardiocrinum glehnii (F. Schmidt) H. Hara, або Lilium glehnii F. Schmidt
- Eupatorium glehnii F. Schmidt &  Trautv.
- Lonicera glehnii F. Schmidt
- Picea glehnii (F. Schmidt) Mast.[3]

## Твори
- Flora der Umgebung Dorpats. Arch. Naturk. Liv-, Est- u. Kurlands, 2. Ser., 1860, Bd. 2, S. 489—574.
- Arbeiten der Sibirischen Expedition der Kaiserlichen Russischen Geographischen Gesellschaft. Physikalische Abteilung (zusammen mit F. B. Schmidt). Band 1, Historische Berichte, St. Petersburg 1868 (russisch).
- Verzeichnis der im Witim-Olekma-Lande von den Herren J. S. Poljakow und Baron G. Maydell gesammelten Pflanzen. Arbeiten des St. Petersburger Botanischen Gartens (1876) Band 4, Ausgabe 1, S. 1–96.

## Вебпосилання
- Glehn, Peter v. (1835-1876)//BBLd – Baltisches Biografisches Lexikon digital

## Окремі посилання
1. ↑  Сытин А. К. Дмитрий Иванович Литвинов: материалы к биографии, Dimitri Ivanovich Litvinov: Materials for a Biography // Историко-биологические исследования — 2014. — Т. 6, вып. 3. — С. 11–34. — ISSN 2076-8176; 2500-1221
2. ↑  Петер фон Ґлен(англ.): інформація на сайті IPNI.
3. ↑  Mustila Arboretum: Picea glehnii — Sakhalin or Glehn spruce (доступ 18 січня 2016)